# Riserva naturale orientata Isola Bella
La riserva naturale orientata Isola Bella è un'area naturale protetta situata nel comune di Taormina, nella città metropolitana di Messina, istituita con decreto della Regione Siciliana n. 619/44 del 4 novembre 1998 ed affidata in gestione all'Università degli Studi di Catania.

## Descrizione

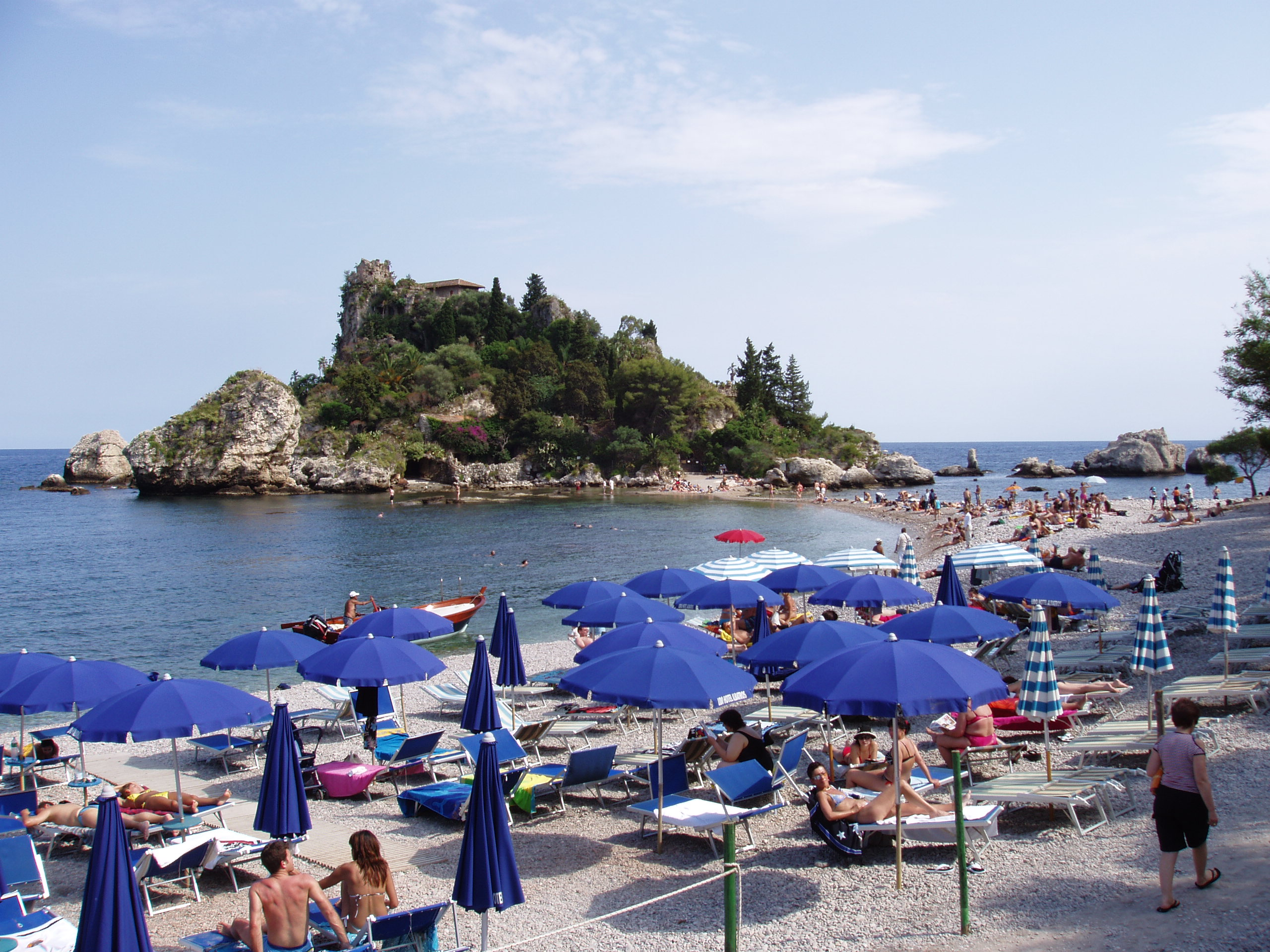
Spiaggia prospiciente la riserva di Isola Bella

Il nome dell'isola che dà il nome alla riserva è stato assegnato dal barone tedesco Wilhelm von Gloeden, che diffuse in tutto il mondo il valore artistico dell'isola.
La riserva contiene un ambiente marino di grande varietà, con dei fondali ricchi di relitti di navi e reperti archeologici.

## Storia
Dichiarata nel 1984 «monumento di interesse storico-artistico di particolare pregio», solo nel 1990 è stata acquistata dall'assessorato dei beni culturali. Nel 1998 fu istituita riserva naturale, gestita dal WWF, poi dalla provincia di Messina. L'isola Bella è stata inserita anche nella lista dei siti di importanza comunitaria (SIC). È affidata in gestione all'Università di Catania.

## Flora
La vegetazione è costituita da macchia mediterranea a lentisco, euforbia arborea e cappero. Tra le specie costiere rupestri si trovano alcuni interessanti endemismi, quali il cavolo bianco, il limonio ionico e il fiordaliso di Taormina. Tra le specie introdotte dall'uomo, si annoverano la strelitzia gigante, il sangue di dragone e la Cycas revoluta, tutte specie esotiche ma che hanno trovato sull'isola condizioni ideali per lo sviluppo.